# Johann Rudolf Pagenstecher

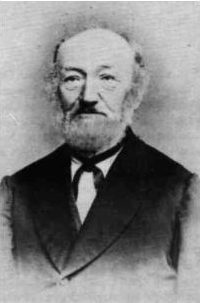
Rudolf Pagenstecher um 1880

Johann Rudolf Pagenstecher (* 3. März 1808 in Neuenkirchen (Melle); † 28. Dezember 1891 in Lechtingen bei Osnabrück) war ein Bergwerksdirektor.

## Leben
Pagenstecher war eines von 7 Kindern von Christoph Leonhard Pagenstecher, Pastor in Neuenkirchen/Melle (1808–1815) und Hunteburg (1815–1825). Er absolvierte nach dem Besuch des Ratsgymnasiums Osnabrück ein Studium an der Bergakademie Clausthal (Harz). Zunächst an dem von der Stadt Osnabrück betriebenen Steinkohlenbergwerk am Piesberg unter dem Bergmeister Herold als Bergeleve und Steiger tätig, wurde er später (infolge von Zwistigkeiten mit Herold) dem östlichen Revier der Zeche Piesberg zugewiesen, bis er 1833, nach dem Tode Herolds, als Berggeschworener und 1848 als Bergmeister mit der Leitung der Zeche betraut wurde. Die Entwicklung des Bergwerks zu einem der wichtigsten Industriebetriebe der Stadt vollzog sich in den folgenden Jahren seiner Tätigkeit. So fiel der Bau des Lechtinger Tiefstollens (1850), der Lechtinger Kaue, die Ansiedlung von Bergleuten aus dem Harz (ab Mitte der 1850er Jahre), die Anlage der Zweigbahn zum Piesberg, sowie die Planungen zum Tiefbau am Piesberg ebenso in diesen Zeitraum, wie die Entdeckung der sattelförmigen Lagerung der Flöze des Berges. Auf Pagenstechers Initiative gehen auch die Einrichtung einer Fortbildungsschule für Bergleute, die massive Förderung der Knappschaftseinrichtungen und entscheidende Verbesserungen des Kohlenabsatzes der Zeche zurück.
Im Jahre 1840 gründete er an der ehemaligen Chaussee Osnabrück-Bramsche eine „Sägemühle & Kalkbrennerei“. Auch betrieb er am Fuße des Piesbergs eine Zementfabrik, in der der zur Errichtung der vielen Arbeiterwohnungen erforderliche Zement hergestellt wurde. Nach Anschaffung einer Dampfmaschine wurde auch ein Sägewerk betrieben, in dem die für das Bergwerk erforderlichen Holzstempel sowie weiteres Bauholz hergestellt werden konnte.
Im Zusammenhang mit seinen Bestrebungen, die agrarwirtschaftlichen Ergebnisse zu optimieren, erwarb er 1836 in Lechtingen einen Bauernhof, initiierte die Gründung landwirtschaftlicher Vereine und rief 1849 die erste landwirtschaftliche Ganztagsschule des Osnabrücker Landes ins Leben. 1846 wurde er zum Präsidenten des „Landwirtschaftlichen Zentralverbandes“ gewählt. Nachdem Pagenstecher schon einige Jahre vorher von der direkten Mitwirkung an der Betriebsleitung entbunden worden war, wurde er 1879 pensioniert. Sieben Jahre später, 78-jährig, begann er mit der Errichtung der Lechtinger Mühle, für die er ein Jahr später die Betriebserlaubnis erhielt.

## Grabstelle
Nach seinem Tod wurde Johann Rudolf Pagenstecher auf dem Osnabrücker Hasefriedhof in der Familiengrabstelle beigesetzt. Die einfache Grablage wurde 2016 um einen Gedenkstein aus Ibbenbürener Sandstein ergänzt.